# Xanthomelanodes arcuatus
Xanthomelanodes arcuatus là một loài ruồi trong họ Tachinidae.